# Rebus (Album)
Rebus ist ein Jazzalbum von  Joe Morris, Ken Vandermark und Luther Gray. Die am 12. Januar 2006 im Firehouse 12 Studio in New Haven, Connecticut, entstandenen Aufnahmen erschienen im Juni 2007 auf Clean Feed Records.

## Hintergrund
Rebus ist ein kollaboratives Bandprojekt von Joe Morris und Ken Vandermark mit dem Schlagzeuger Luther Gray. Joe Morris hatte zuvor schon zweimal, nämlich 1996 und 1998 (Like Rays) mit Vandermark aufgenommen. 

## Titelliste
- Joe Morris / Ken Vandermark / Luther Gray: Rebus (Clean Feed CF083CD)[1]

1. Rebus, Pt. 1 	10:36
2. Rebus, Pt. 2 	10:02
3. Rebus, Pt. 3 	5:37
4. Rebus, Pt. 4 	5:44
5. Rebus, Pt. 5 	12:48
6. Rebus, Pt. 6 	12:58

- Alle Kompositionen stammen von Ken Vandermark.

## Rezeption
Nach Ansicht von Andrey Henkin, der das Album in All About Jazz rezensierte, ist die Musik auf Rebus faszinierend für ihre vertikale Natur. Mit Luther Grays soliden und expansiven Trommeln spielen Morris und Vandermark gegeneinander, wobei der erstere vertikal arbeitet, während sich der letztere horizontal bewege. Dies erzeuge eine Spannung, die Vandermarks Spiel in seiner eigenen Gruppe gegenübersteht, in der die Vorwärtsbewegung einen Großteil des Impulses erzeuge, so der Autor. Auf den sechs Titeln wachse die Musik nach außen, fast kreisförmig, passend zum Titel eher repräsentativ als deklarativ. Vandermark sei ausschließlich auf Tenorsaxophon zu hören, eine ehrerbietige Haltung, so Henkin, da sein Baritonsaxophon die meisten musikalischen Vorgänge dominieren könne.
Der Kritiker des Free Jazz Blog meinte, dass er diese Musik nicht ganz verstehe. „Hier wird heftig gespielt, sehr atonal und kompromisslos, aber ich bin mir nicht sicher, was sie erreichen wollen oder wozu das alles führt.“ Starke Musiker mögen eine notwendige Voraussetzung für großartige Musik sein, aber keine ausreichende, wie hier noch einmal gezeigt werde.